# Роарінг
Роарінг (англ. Roaring Forties Blue) — австралійський напівтвердий блакитний сир, який виготовляють з пастеризованого коров'ячого молока.
Сир роарінг надходить у продаж у формі невисоких циліндричних кіл, з рівними краями. Головки сиру покриті чорним воском, який допомагає зберегти фруктовий аромат та оптимальну кількість вологи. Роарінг володіє м'якою, кремовою текстурою і вершковим, солодкувато-горіховим смаком. Прожилки цвілі синьо-зеленого кольору пронизують світло-жовту сирну масу. Здавна цей сир виготовляється виключно вручну. 
До столу його слід подавати зі скибочками свіжого хліба, крекерами і тостами.
Роарінг виготовляють на острові Кінг Айленд, що поблизу острова Тасманія. Назвали його на честь легендарних штормів на 40-ій паралелі, на якій і знаходиться цей острів. Швидкість поривів вітру часто сягають понад 100 км/год.
У 2006 році сир Роарінг на виставці, яка проходила в місті Онтаріо (Канада) завоював перше місце серед сирів, представлених на території колишньої Британської Імперії.